# 波茨坦大学

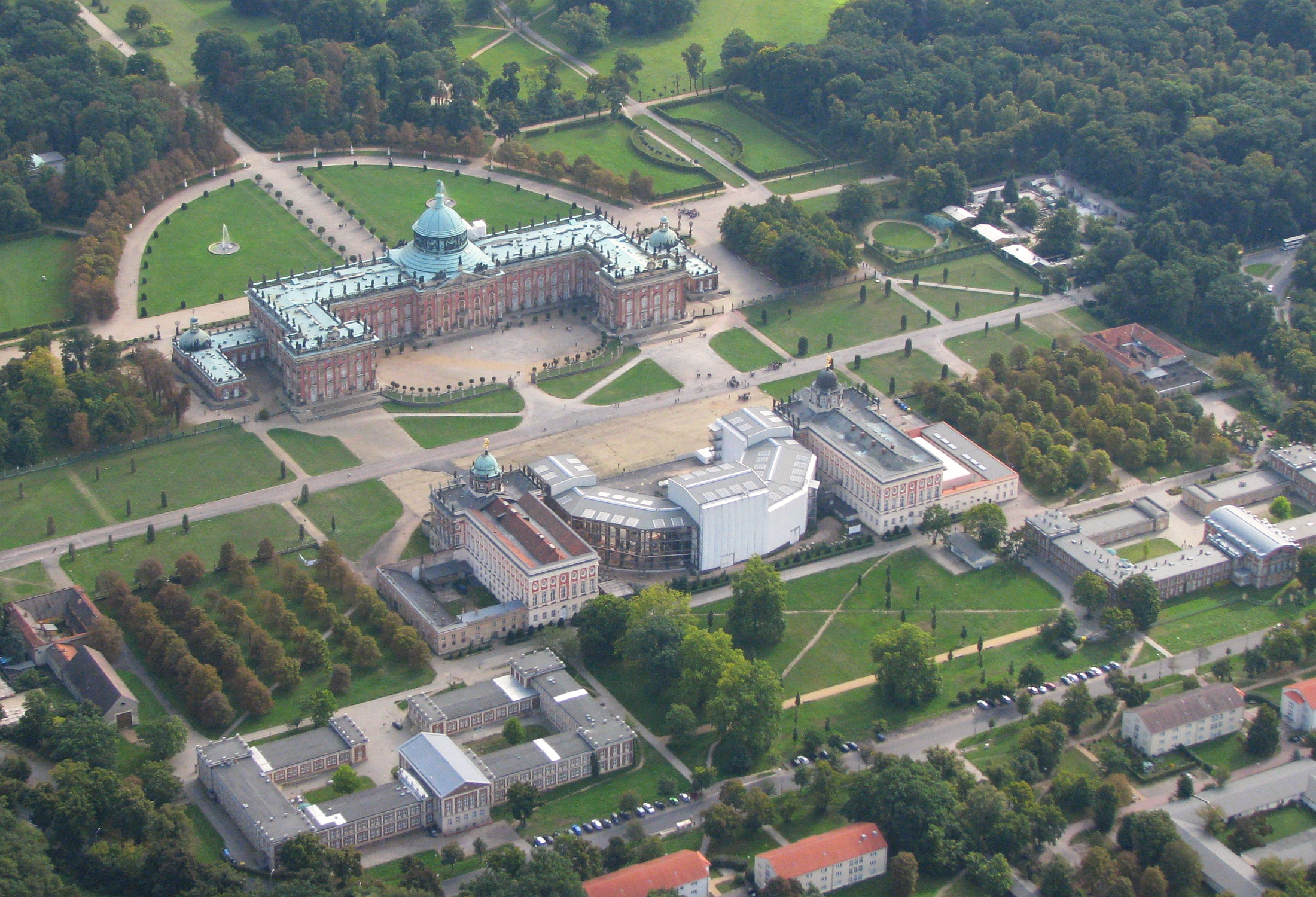
新宫校区鸟瞰，位于无忧宫公园西侧的一部分（2008年）

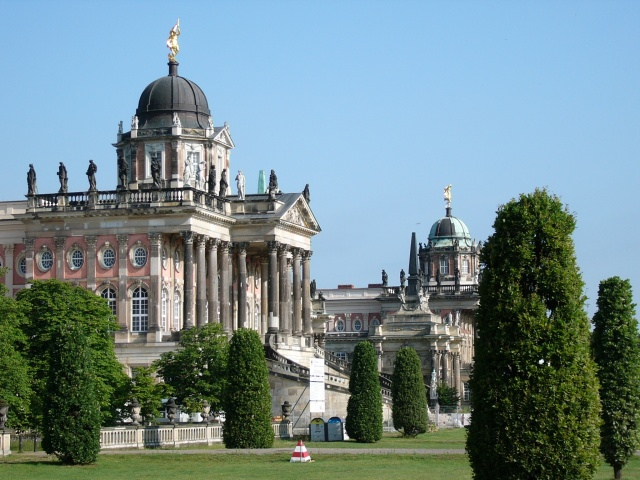
新宫校区9号、11号楼

波茨坦大学（德語：Universität Potsdam），位于德国勃兰登堡州波茨坦市，由三个校区组成，规模位列波茨坦四所高等院校之首，是勃兰登堡州最大的高校。现时有超过两万名学生，並曾获德意志科学基金赞助者联合会和文化部长常设会议授予的“卓越教学”荣誉。

## 历史
1991年7月15日，根据《勃兰登堡州高等院校法》，原来的波茨坦勃兰登堡州立高等学校（Brandenburgischen Landeshochschule Potsdam）和波茨坦-巴贝斯堡法学及行政学高等学校（Hochschule für Recht und Verwaltung Potsdam-Babelsberg）合并，成立了年轻的波茨坦大学。
前者前身为1948年至1951年间的卡尔·李卜克内西教育高等学校（Pädagogische Hochschule "Karl Liebknecht"），后者前身为“瓦尔特·乌布利希”德意志国家和法律科学院。
正因如此，波茨坦大学的重点之一仍然是师范教育。建校时任校长的是化学家、后来的勃兰登堡联邦州宪法法庭法官罗尔夫·米茨纳。
位于戈尔姆的前东德国家安全部高等学校校区，如今也属于波茨坦大学，是人类学、数学-自然科学学院所在地。
2009年10月，波茨坦大学从十所德国高校中脱颖而出，被德意志科学基金赞助者联合会（Stifterverband für die Deutsche Wissenschaft）和德国文化部长常设会议（Kultusministerkonferenz）授予“卓越教学”荣誉，奖金一百万欧元。

### 历任校长
| 在任时间      | 校长                                                  |
| ------------- | ----------------------------------------------------- |
| 1991年-1995年 | 罗尔夫·米茨纳 (Prof. Dr. Rolf Mitzner)                |
| 1995年-2006年 | 沃尔夫冈·洛舍尔德（Prof. Dr. Wolfgang Loschelder）    |
| 2007年-2011年 | 扎比内·孔斯特（Prof. Dr.-Ing. Dr. Sabine Kunst）      |
| 2011年2月-    | 托马斯·格吕内瓦尔德（Dr. Thomas Grünewald）（代校长） |
| 2012年-       | 奥利弗·京特（Prof. Oliver Günther, Ph.D.）            |

## 校区
波茨坦大学主体由三个综合校区组成（综合校区I-III），此外还有许多单栋建筑，也属于大学。

### 综合校区
1. 新宫综合校区I：是大学的核心校区，毗邻波茨坦无忧宫公园。学校最大的阶梯教室（Audimax）即位于此校区。新宫的标志建筑“陪宫（法语：communs）”，如今是哲学学院下的几个学院所在地。这是一座18世纪巴洛克式的建筑，拥有室外阶梯、石柱回廊、圆形穹顶和富丽堂皇的装饰，原先为新宫接待宾客和提供食宿之处，如今是校长和管理机构所在地。此外，体育学系、体育医学系以及数学系，也在新宫校区。
2. 戈尔姆综合校区II：数学和自然科学学院以及人类学学院的大多数专业都位于此校区。他们拥有非常现代和充满新意的建筑，是柏林-勃兰登堡州地区最大的科学园区之一。三家马克斯·普朗克学会的研究所和两家弗劳恩霍夫协会的研究所也位于此校区。企业孵化器“GO:IN”也在这里。
3. 格里布尼茨湖巴贝斯堡综合校区III：紧邻柏林波茨坦交界处，靠近历史悠久的巴贝斯堡影视基地。法学院、经济学院、社会科学学院和信息学院都在这个校区。附近的私立挂靠研究所——哈斯欧·普拉特纳软件研究所，HPI），和信息学院有密切合作。

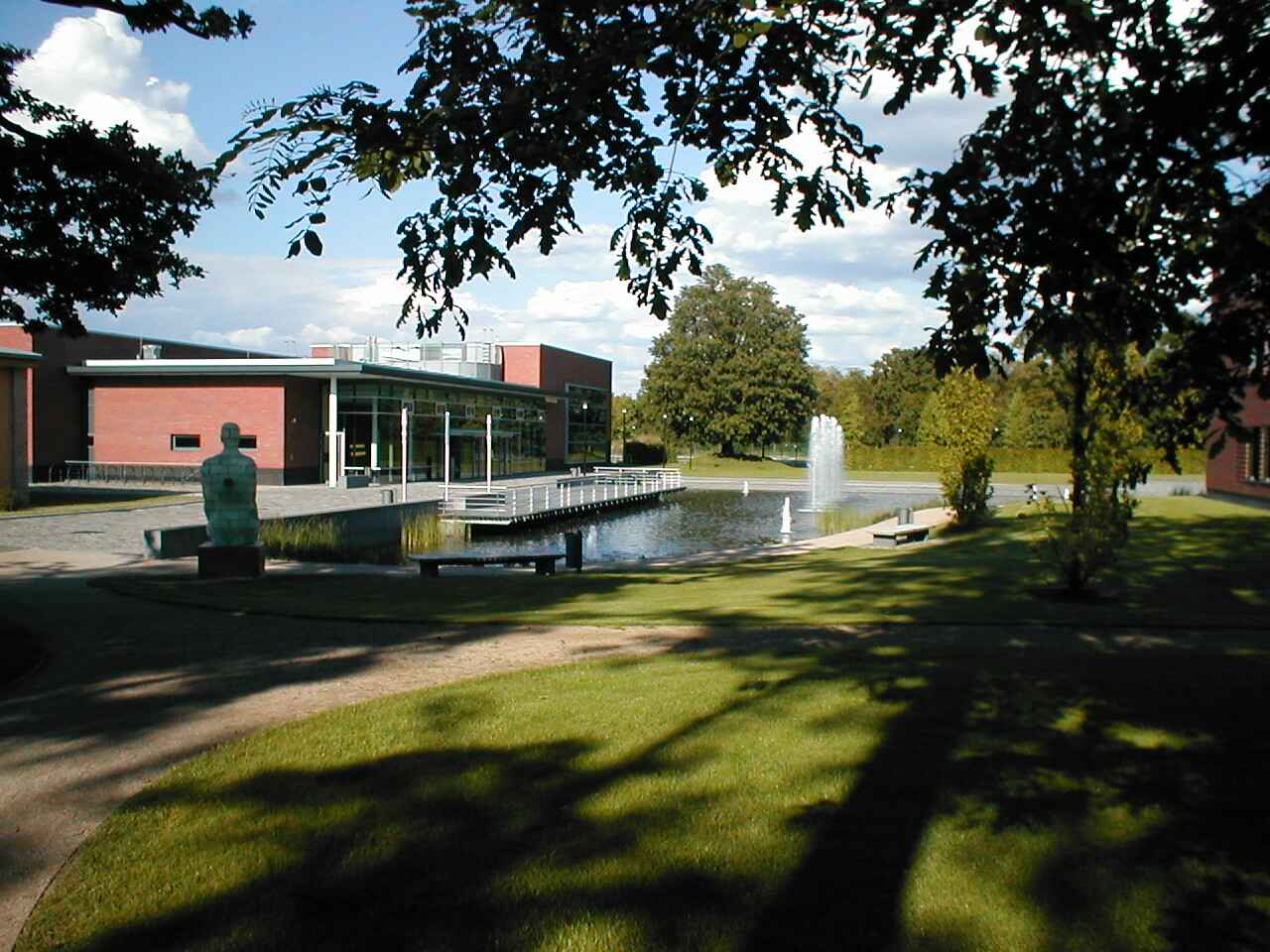
哈斯欧·普拉特纳软件研究所教学楼

### 其他校区
1. 桑树大道（Maulbeerallee）的波茨坦植物园：属于生物系教研机构，也是植物学专业的培训场所。
2. 巴贝斯堡的卡尔·马克思街（Karl-Marx-Straße）：这里的一些代表性的别墅被经济系用作办公室和研讨课教室。
3. 古滕贝格街（Gutenbergstraße）：教育学专业的研讨课和练习课在这里进行。

### 历史建筑

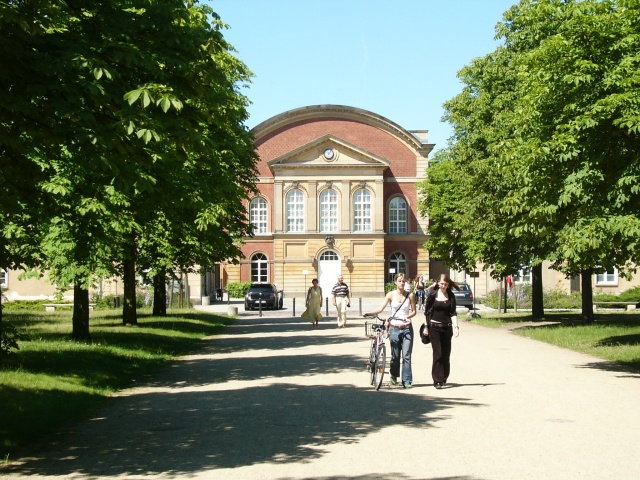
新宫校区8号楼

波茨坦大学的一些建筑被列为历史建筑，其中某些甚至被联合国教科文组织列为世界文化遗产，如无忧宫公园新宫旁的系图书馆，历史系所在陪宫的一部分，以及过去的车马房（Marstall），如今是日耳曼语言文学系。
巴贝斯堡和戈尔姆的校区也有很多历史建筑。戈尔姆校区最古老的建筑，是1930年代建造的军营——“空军最高指挥官情报处”，是当年纳粹党卫队希腊军团训练的地方。1951年起，这里又成为新成立的国家安全部高等学校培训国家安全卫队的地方。
德国红十字会1939年至1940年间在巴贝斯堡和格里布尼茨湖的总部大楼，如今是波茨坦大学法学院、经济学院和社会科学学院所在地。1950年代，在紧邻巴贝斯堡皇宫的后侧，其他教室和建筑相继建成，成为民主德国国家和法律科学的学术中心。

### 扩建规划

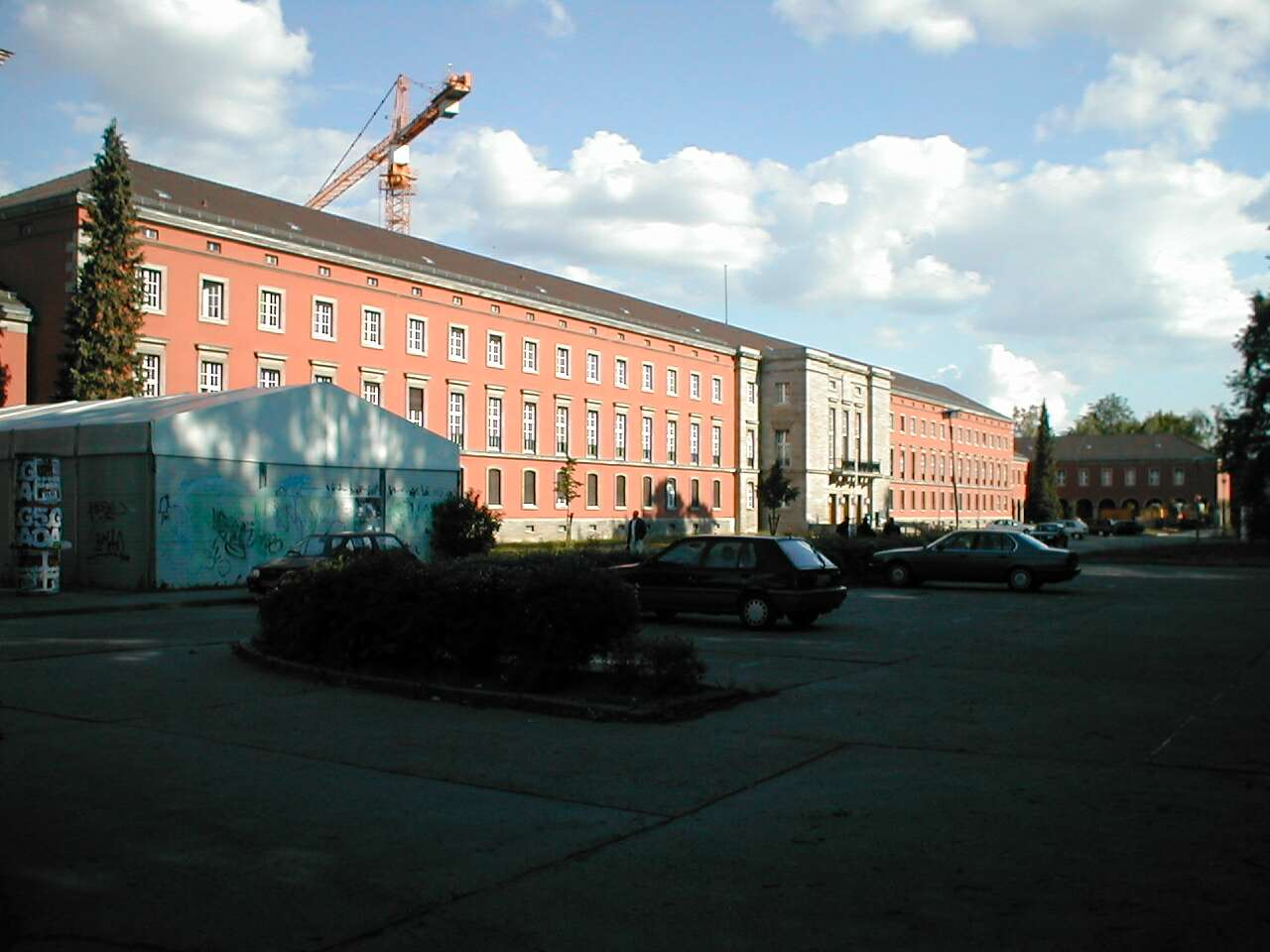
巴贝斯堡校区1号楼，德国红十字会前总部

根据普鲁士皇宫和花园基金会的要求，巴贝斯堡校区必须搬出巴贝斯堡公园。因此，波茨坦大学必须为这一校区另辟新址。为此从2000年起，大部分自然科学专业所在的戈尔姆校区开始扩建。搬迁结束后，人文科学专业基本上全部从戈尔姆迁出，搬入了新宫校区。勃兰登堡州只为校区的迁移项目提供了很少的资金，主要资助来自欧盟和联邦政府。

## 院系結構
波茨坦大學具有五個學院：

### 法學院
法學院的課程包括了成為一名完全法官所需的全部基礎和必修科目，以及民法、刑法和公共法等 。
法學院的教學與研究領域包含法律基礎、民事司法制度、經濟法、國際法、公共行政，以及經濟、稅務、和環境刑法。 此外還有區域發展學（Kommunalwissenschaft）做為區域發展領域提供的其他培訓和進修，以及人類法律中心（MenschenRechtsZentrum）提供的國際關係課程。
法學院下具有一個全國特色學位學程，是和法國巴黎拉德芳斯的巴黎第十大學合作設置的「德-法法學學程」。 此學程不僅提供交流項目，還在第一、二學年，為學生提供學習法國法律的機會。 有關法國法律的課程，會由法國客座講師用法語教授。

### 哲學學院
哲學學院由神學、猶太學、哲學、歷史學、經典語言學、日耳曼語言文學、英文學、美洲學、羅曼學、斯拉夫學以及藝術和媒體等系所組成。 這些系所的重點研究主題，涵蓋了文化變遷、生活方式、生活哲學、以及在歐洲的地域性和共通性等層面。

### 經濟和社會科學學院
經濟和社會科學學院由企業和國民經濟學、政治學、管理學和社會學系組成。 其他教學與研究重點包括革新和技術領域。

### 數學和自然科學學院
由生物化學、生物學、化學、食品科學、地理學、地球和環境科學、信息學、數學、物理學、天文學系，以及波茨坦植物園。 重要的學術領域包含地理生態學、地理科學、食品科學、高分子科學和軟體系統工程。

## 科研单位
除了负责教研的常规学院外，波茨坦大学还有很多挂靠在大学的研究所、研究院和研究中心。

### 挂靠研究院
- 亚伯拉罕·盖格尔（英语：Abraham Geiger）学院（德语：Abraham-Geiger-Kolleg），是犹太人大屠杀之后出现在中欧的第一个拉比Rabbinerseminar（德语：研究会）。1942年，随着纳粹关闭柏林的犹太学高校，一个由亚伯拉罕·盖格尔开启的时代也随之结束。1836年，盖格尔为了发扬犹太传统中学术自由的精神，推动建立一所犹太神学学院，也就是后来的亚伯拉罕·盖格尔学院。学院的目标，是在中欧和东欧培养犹太学者——拉比。完成拉比教育的同时，学习者还要依照与波茨坦大学挂钩的犹太学教学大纲，完成一个常规学业。学习者的学业完成之后，如果获得学监、导师和教学团体的认可，拉比学会就推荐其到整理环节，之后便是最终的犹太拉比认可程序（Semicha/Semikhah）。

- 心理治疗和干预研究学会（有限公司）（Akademie für Psychotherapie und Interventionsforschung GmbH）。

- 福音新教研究院（注册协会）（Evangelisches Institut für Kirchenrecht e.V.）。

- 哈斯欧·普拉特纳软件研究所（Hasso-Plattner-Institut，HPI），迄今德国唯一一所私人出资创办的大学挂靠研究所。研究所的学制已经与国际上普遍认可的学士（6个学期）、硕士（4个学期）接轨，与包括麻省理工学院，斯坦福大学在内的多家机构有合作。除了本身丰富的研究部门，HPI还和信息学院、数学和自然科学学院等合作，为学生提供其专业领域之外的其他课程。哈斯欧·普拉特纳软件研究所本身也有很多子研究所和研究中心。

- 家庭、童年和青少年应用研究院（注册协会）（Institut für angewandte Familien-, Kindheits- und Jugendforschung e.V.）。

- 约翰内斯·奥费拉特研究院（注册协会）（Johannes-Overath Institut e.V.）。

- 宗教规范研究院（注册协会）（Kanonistisches Institut e.V.）。

- 莫泽斯·门德尔松欧洲犹太研究中心（德语：Moses Mendelssohn Zentrum für europäisch-jüdische Studien），作为波茨坦大学的挂靠研究院，主要致力于犹太学研究，涵盖欧洲各国犹太人和犹太教的历史、宗教和文化。莫泽斯·门德尔松中心拥有一座内容丰富且对外开放的专业图书馆，藏书量目前接近五万册。

- 教育领域继续培训认证协会（注册协会）（Verein Weiterqualifizierung im Bildungsbereich e.V.）。

### 校内科研单位
- 波茨坦大学区域发展学学院（Kommunalwissenschaftliches Institut der Universität Potsdam, KWI），主要为法律、社会和经济科系的区域发展研究、教学和进修提供支持。

- 波茨坦政策和管理中心（德语：Potsdam Centrum für Politik und Management）（PCPM），在最近德国政治科学联合会的声望调查中，被评为德国最重要的三所从事政治和行政研究的大学和研究基地之一。

- “波茨坦转移站（Potsdam Transfer）”是波茨坦大学的创业、创新以及科学技术转移应用中心。

- 师范培养中心。

- 人权中心。

- 勃兰登堡州教学质量网。

- 波茨坦多语言学研究院。

- 威廉-詹姆斯中心。

#### 支持单位
- 语言中心为各学院学生提供多种语言学习，并可获欧洲的国际校际语言学习认可（Unicert）。

- 波茨坦研究生院。

- 职业服务中心。

- 信息管理和通讯中心（ZEIK），大学的信息服务中心。

- 高校体育中心。

- 学生联合会（AStA）。

- 波茨坦学生后勤服务中心。

#### 图书馆
1991年德国统一不久，波茨坦大学成立，波茨坦大学图书馆（Universitätsbibliothek, UB Potsdam）随之开馆。大学图书馆整合了之前诸如新宫的“卡尔·李卜克内西”教育高等学校、巴贝斯堡前东德的国家和法律科学院的馆藏。图书馆藏书130万册，印刷版期刊2850种，电子版期刊逾8000种，以及大量电子书和数据库，在全德属于中等规模的图书馆。

### 合作关系及研究联合体
波茨坦大学在科学研究和学术咨询方面与多家研究所有合作关系。诸如：
- 阿尔弗雷德·韦格纳极地和海洋研究所（AWI）波茨坦科研站
- 德意志食品研究所
- 德意志经济研究所
- 波茨坦爱因斯坦论坛（德语：Einstein Forum Potsdam）
- 泰尔托薄层技术和微传感器研究所（Institut für Dünnschichttechnologie und Mikrosensorik e.V.）

- 弗劳恩霍夫协会
  - 戈尔姆弗劳恩霍夫应用聚合物理研究所
  - 弗劳恩霍夫生物医学工程研究所/戈尔姆医学生物技术分所（Institutsteil Medizinische Biotechnologie Golm）
  - 柏林弗劳恩霍夫计算机结构和软件技术研究所

- 亥姆霍兹联合会
  - 汉堡德国电子加速器（DESY Hamburg）
  - 措伊滕德国电子加速器（DESY Zeuthen）
  - 吉斯达赫材料和海岸研究中心（德语：Helmholtz-Zentrum Geesthacht - Zentrum für Material- und Küstenforschung）
  - 柏林亥姆霍兹能源与材料研究中心（德语：Helmholtz-Zentrum für Materialien und Energie）
  - 亥姆霍兹环境研究中心（德语：Helmholtz-Zentrum für Umweltforschung - UFZ）
  - 波茨坦亥姆霍兹德国地理研究中心（德语：Helmholtz-Zentrum Potsdam Deutsches GeoForschungsZentrum）

- 莱布尼茨学会
  - 莱布尼茨区域发展和结构规划研究所
  - 波茨坦-博尼姆（德语：Bornim）莱布尼茨农业技术研究所
  - 莱布尼茨农业景观研究中心（德语：Leibniz-Zentrum für Agrarlandschaftsforschung）
  - 波茨坦莱布尼茨天体物理研究所
  - 莱布尼茨蔬菜和观赏植物研究所
  - 莱布尼茨淡水生态和内陆渔业所（德语：Leibniz-Institut für Gewässerökologie und Binnenfischerei）
  - 莱布尼茨学会波茨坦气候影响研究所

- 马克斯·普朗克学会
  - 马克斯·普朗克引力物理研究所，又称阿尔伯特·爱因斯坦研究所
  - 马克斯·普朗克胶体和界面研究所
  - 马克斯·普朗克植物分子生理学研究所

- 德国联邦国防军社会科学研究所
- 柏林-勃兰登堡普鲁士宫殿园林基金会（德语：Stiftung Preußische Schlösser und Gärten Berlin-Brandenburg）
- 柏林和勃兰登堡商业协会（德语：Vereinigung der Unternehmensverbände in Berlin und Brandenburg）（注册协会）
- 波茨坦当代史研究中心（德语：Zentrum für Zeithistorische Forschung Potsdam）
- 勃兰登堡ZukunftsAgentur有限公司（ZukunftsAgentur Brandeburg）

## 教学和学生
波茨坦大学2022年度冬季学期注册学生有20800人。其中4916就读于哲学学院，4840人就读于数学和自然科学学院。女生占全体学生比例为56%（11617人）。超过3145名外国学生在这里学习。波茨坦大学实行免费教学。

### 大学排名和评价
2024 泰晤士世界大学排名 201-250 （页面存档备份，存于）
2023 泰晤士世界大学排名 201-250
2024 QS 世界大学排名 460 （页面存档备份，存于）
2023 QS 世界大学排名 601-650
2023 ARWU 上海交大排名 401-500 （页面存档备份，存于）
2022 ARWU 上海交大排名 401-500
2024 US.NEWS 排名 452 （页面存档备份，存于）

2009年10月，波茨坦大学因致力于教学专业化以及教学评估系统的发展和改善，被评为十所有卓越教学质量的高校之一，获德意志科学基金赞助者联合会和文化部长常设会议授予的“教学卓越”荣誉，并获一百万欧元的奖金。
在2011年高校发展研究中心（CHE）的大学排名中，波茨坦大学的法律专业得分较低。此外，社会学和政治科学类专业在最终结果中也仅占一席。
德国政治科学联合会的一项信誉研究表明，在政策研究和行政科学方面，波茨坦大学位列全德三所最重要的大学之一。此外，CHE的评估称，波茨坦大学提供的硕士、博士项目，列属欧洲顶尖水准。
2009年，慕尼黑大学经济地理和旅游业研究教席进行了一项高校评比——“从学生到企业家：哪所高校提供最好的机会？”。他们对德国59所大学为创业者提供的学术指导和支持进行了比较，最终波茨坦大学以285分（满分400）夺魁。
波茨坦大学的高校体育中心在2010年德国高校联合总会的排名中位列第一。之后，这项荣誉让波茨坦大学成为校友们访问和举行相关教育活动的热门选地。大学将这项荣誉载入了“超过一万五千学生的高校”名录。在较早一次CHE高校排名里，波茨坦大学体育科学专业在四项指标中的三项评价甚高，但在最新的排名里已经落在中游。
在2009年的CHE排名里，哈斯欧·普拉特纳软件研究所与卡尔斯鲁厄大学、沙尔大学和帕绍大学同属德语区第一流的信息学专业。其他诸如数学、历史、生物、物理等专业则明显较差，持平甚至低于全德的平均水准。

### 特色领域
自波茨坦大学成立以来，九个特色领域被整合为大学的重点竞争领域：
- 思想的模型——认知科学领域
- 认识地球——地球科学领域
- 生态系统的未来——功能生态学和进化研究领域
- 植物创新领域——植物基因组研究和系统生物学领域
- 未来世界的材料——功能性软材料领域
- 混乱之序——复杂系统领域
- 现代行政——政治学、行政和管理领域
- 对话——文化碰撞与交流领域
- 终生学习——经验教育学领域

### 继续教育
除了基础的本科、硕士专业之外，波茨坦大学还提供以下继续教育专业，授予的硕士学位亦被承认：
- 公共管理在职进修硕士（EMPM，与海尔蒂管理学校（德语：Hertie School of Governance）合作）
- 经济与商业硕士
- 欧洲政策管理硕士
- 全球公共政策硕士（MGPP）
- 公共管理硕士
- 信息技术MBA
- 生物医学技术MBA
- 创新技术MBA
- 学校管理（文学硕士）

### 国际合作
波茨坦大学与柏林地区其他高校亦有专业内的课程互认协作，诸如柏林洪堡大学，柏林工业大学以及柏林自由大学。

#### 英语项目
波茨坦大学有不少部分或全部用英语教学的基础专业和继续教育专业。完全英语教学的专业有：
- 英文文学文化现代主义（文学硕士）
- 临床语言学欧洲硕士（EMCL）
- 公共管理在职进修硕士（EMPM）
- 聚合物科学硕士
- 公共政策管理硕士项目（PPM）
- 全球公共政策硕士（MGPP）
- 公共管理硕士（MPM）
- 实验及临床语言学国际硕士/哲学博士项目（IECL）
- 临床运动科学国际硕士/哲学博士项目（CES）